# Nor-Am Cup 2024
La Nor-Am Cup 2024 è stata la 46ª edizione della  manifestazione organizzata dalla Federazione internazionale sci e snowboard; è iniziata il 6 dicembre 2023 a Copper Mountain, negli Stati Uniti, e si è conclusa l'11 aprile 2024 a Panorama, in Canada.
In campo maschile sono state disputate 22 delle 26 gare in programma (3 discese libere, 4 supergiganti, 8 slalom giganti, 7 slalom speciali), in 6 diverse località. Il canadese Simon Fournier si è aggiudicato sia la classifica generale, sia quella di slalom gigante; il suo connazionale Kyle Alexander ha vinto le classifiche di discesa libera e di supergigante, il croato Matej Vidović quella di slalom speciale. Lo statunitense Isaiah Nelson era il detentore uscente della Coppa generale.
In campo femminile sono state disputate 22 delle 26 gare in programma (3 discese libere, 4 supergiganti, 7 slalom giganti, 8 slalom speciali), in 7 diverse località. La canadese Arianne Forget si è aggiudicata sia la classifica generale, sia quella di slalom gigante; la statunitense Allison Mollin ha vinto le classifiche di discesa libera e di supergigante, la britannica Victoria Palla quella di slalom speciale. La statunitense Mary Bocock era la detentrice uscente della Coppa generale.
In seguito all'invasione russa dell'Ucraina del 2022, gli atleti russi e bielorussi sono stati esclusi dalle competizioni.

## Uomini

### Risultati
| Data             | Località           | Nazione     | Spec. | Primo             | Secondo            | Terzo                       |
| ---------------- | ------------------ | ----------- | ----- | ----------------- | ------------------ | --------------------------- |
| 6 dicembre 2023  | Copper Mountain    | Stati Uniti | DH    | Kyle Alexander    | Wiley Maple        | Samuel Dupratt Jack Smith   |
| 7 dicembre 2023  | Copper Mountain    | Stati Uniti | DH    | Kyle Alexander    | Samuel Dupratt     | Wiley Maple                 |
| 7 dicembre 2023  | Copper Mountain    | Stati Uniti | SG    | Cameron Alexander | Cooper Cornelius   | Samuel Dupratt              |
| 8 dicembre 2023  | Copper Mountain    | Stati Uniti | SG    | Cameron Alexander | Jack Smith         | Klemen Kosi                 |
| 11 dicembre 2023 | Beaver Creek       | Stati Uniti | GS    | Simon Fournier    | Oscar Zimmer       | Mikkel Solbakken            |
| 12 dicembre 2023 | Beaver Creek       | Stati Uniti | GS    | Bridger Gile      | Simon Fournier     | Cooper Puckett              |
| 13 dicembre 2023 | Beaver Creek       | Stati Uniti | SL    | Cooper Puckett    | Matej Vidović      | Camden Palmquist            |
| 14 dicembre 2023 | Beaver Creek       | Stati Uniti | SL    | Simon Fournier    | Gianluca Böhm      | Cooper Puckett              |
| 2 gennaio 2024   | Burke Mountain     | Stati Uniti | GS    | Sandro Zurbrügg   | William St-Germain | Gianluca Böhm               |
| 3 gennaio 2024   | Burke Mountain     | Stati Uniti | GS    | Sandro Zurbrügg   | Bridger Gile       | Gianluca Böhm               |
| 4 gennaio 2024   | Burke Mountain     | Stati Uniti | SL    | Matej Vidović     | Simon Fournier     | Camden Palmquist            |
| 5 gennaio 2024   | Burke Mountain     | Stati Uniti | SL    | Camden Palmquist  | Jimmy Krupka       | Gianluca Böhm               |
| 23 febbraio 2024 | Whiteface Mountain | Stati Uniti | SG    | Kyle Alexander    | Riley Seger        | Tristan Lane                |
| 23 febbraio 2024 | Whiteface Mountain | Stati Uniti | SG    | Riley Seger       | Kyle Alexander     | Brodie Seger                |
| 26 febbraio 2024 | Mont-Sainte-Marie  | Canada      | GS    | Isac Hedström     | Cooper Puckett     | Riley Seger                 |
| 27 febbraio 2024 | Mont-Sainte-Marie  | Canada      | GS    | Tormis Laine      | Bridger Gile       | Filippo Collini Riley Seger |
| 29 febbraio 2024 | Mont-Sainte-Marie  | Canada      | SL    | Declan McCormack  | Tormis Laine       | Stanley Buzek               |
| 29 febbraio 2024 | Mont-Sainte-Marie  | Canada      | SL    | cancellata        | cancellata         | cancellata                  |
| 2 aprile 2024    | Panorama           | Canada      | DH    | Isaiah Nelson     | Brodie Seger       | Kyle Alexander              |
| 4 aprile 2024    | Panorama           | Canada      | DH    | cancellata        | cancellata         | cancellata                  |
| 5 aprile 2024    | Panorama           | Canada      | SG    | cancellata        | cancellata         | cancellata                  |
| 6 aprile 2024    | Panorama           | Canada      | SG    | cancellata        | cancellata         | cancellata                  |
| 8 aprile 2024    | Panorama           | Canada      | GS    | Patrick Kenney    | Tormis Laine       | Jamie Casselman             |
| 9 aprile 2024    | Panorama           | Canada      | GS    | Isaiah Nelson     | Tormis Laine       | Patrick Kenney              |
| 10 aprile 2024   | Panorama           | Canada      | SL    | Tormis Laine      | Matej Vidović      | Adrian Meisen               |
| 11 aprile 2024   | Panorama           | Canada      | SL    | Tormis Laine      | Matej Vidović      | Tijan Marovt                |

Legenda:

DH = discesa libera

SG = supergigante

GS = slalom gigante

SL = slalom speciale

### Classifiche

#### Generale
| Pos. | Nome               | Nazione     | Punti |
| ---- | ------------------ | ----------- | ----- |
| 1    | Simon Fournier     | Canada      | 618   |
| 2    | Tormis Laine       | Estonia     | 590   |
| 3    | Cooper Puckett     | Stati Uniti | 579   |
| 4    | Bridger Gile       | Stati Uniti | 521   |
| 5    | Kyle Alexander     | Canada      | 516   |
| 6    | Matej Vidović      | Croazia     | 457   |
| 7    | Sam Mulligan       | Canada      | 409   |
| 8    | Jack Smith         | Stati Uniti | 402   |
| 9    | Jay Poulter        | Stati Uniti | 386   |
| 10   | William St-Germain | Canada      | 365   |

#### Discesa libera
| Pos. | Nome             | Nazione     | Punti |
| ---- | ---------------- | ----------- | ----- |
| 1    | Kyle Alexander   | Canada      | 260   |
| 2    | Wiley Maple      | Stati Uniti | 190   |
| 3    | Samuel Dupratt   | Stati Uniti | 140   |
| 4    | Sam Mulligan     | Canada      | 109   |
| 5    | Cooper Cornelius | Stati Uniti | 107   |

#### Supergigante
| Pos. | Nome              | Nazione     | Punti |
| ---- | ----------------- | ----------- | ----- |
| 1    | Kyle Alexander    | Canada      | 225   |
| 2    | Jack Smith        | Stati Uniti | 209   |
| 3    | Cameron Alexander | Canada      | 200   |
| 4    | Tristan Lane      | Stati Uniti | 191   |
| 5    | Riley Seger       | Canada      | 180   |

#### Slalom gigante
| Pos. | Nome           | Nazione     | Punti |
| ---- | -------------- | ----------- | ----- |
| 1    | Simon Fournier | Canada      | 326   |
| 2    | Bridger Gile   | Stati Uniti | 317   |
| 3    | Tormis Laine   | Estonia     | 310   |
| 4    | Cooper Puckett | Stati Uniti | 305   |
| 5    | Isac Hedström  | Svezia      | 246   |

#### Slalom speciale
| Pos. | Nome                     | Nazione     | Punti |
| ---- | ------------------------ | ----------- | ----- |
| 1    | Matej Vidović            | Croazia     | 457   |
| 2    | Camden Palmquist         | Stati Uniti | 298   |
| 3    | Simon Fournier           | Canada      | 292   |
| 4    | Tormis Laine             | Estonia     | 280   |
| 5    | Christian Oliveira Søvik | Norvegia    | 254   |

## Donne

### Risultati
| Data             | Località           | Nazione     | Spec. | Prima             | Seconda            | Terza                   |
| ---------------- | ------------------ | ----------- | ----- | ----------------- | ------------------ | ----------------------- |
| 6 dicembre 2023  | Copper Mountain    | Stati Uniti | DH    | Haley Cutler      | Allison Mollin     | Cheyenne Brown          |
| 6 dicembre 2023  | Copper Mountain    | Stati Uniti | DH    | Allison Mollin    | Jenna Sheldon      | Haley Cutler            |
| 9 dicembre 2023  | Copper Mountain    | Stati Uniti | SG    | Allison Mollin    | Annika Hunt        | Cheyenne Brown          |
| 9 dicembre 2023  | Copper Mountain    | Stati Uniti | SG    | Allison Mollin    | Cheyenne Brown     | Anne-Catherine Théberge |
| 13 dicembre 2023 | Mont-Tremblant     | Canada      | GS    | Magdalena Łuczak  | Elisabeth Bocock   | Erika Pykäläinen        |
| 14 dicembre 2023 | Mont-Tremblant     | Canada      | GS    | Magdalena Łuczak  | Erika Pykäläinen   | Sarah Bennett           |
| 15 dicembre 2023 | Mont-Tremblant     | Canada      | SL    | A J Hurt          | Justine Lamontagne | Sara Rask               |
| 16 dicembre 2023 | Mont-Tremblant     | Canada      | SL    | A J Hurt          | Justine Lamontagne | Victoria Palla          |
| 2 gennaio 2024   | Stratton           | Stati Uniti | GS    | Sara Rask         | Arianne Forget     | Allie Resnick           |
| 3 gennaio 2024   | Stratton           | Stati Uniti | GS    | Arianne Forget    | Sara Rask          | Mary Bocock             |
| 4 gennaio 2024   | Stratton           | Stati Uniti | SL    | Victoria Palla    | Tatum Grosdidier   | Allie Resnick           |
| 5 gennaio 2024   | Stratton           | Stati Uniti | SL    | Victoria Palla    | Arianne Forget     | Sara Rask               |
| 22 febbraio 2024 | Whiteface Mountain | Stati Uniti | SG    | Mary Bocock       | Allison Mollin     | Tatum Grosdidier        |
| 22 febbraio 2024 | Whiteface Mountain | Stati Uniti | SG    | Tatum Grosdidier  | Elisabeth Bocock   | Mary Bocock             |
| 24 febbraio 2024 | Devils Glen        | Canada      | SL    | Victoria Palla    | Elisabeth Bocock   | Madison Hoffman         |
| 25 febbraio 2024 | Devils Glen        | Canada      | SL    | Arianne Forget    | Sarah Bennett      | Kendahl Roufa           |
| 26 febbraio 2024 | Georgian Peaks     | Canada      | GS    | Arianne Forget    | Sarah Bennett      | Victoria Palla          |
| 27 febbraio 2024 | Georgian Peaks     | Canada      | GS    | cancellata        | cancellata         | cancellata              |
| 2 aprile 2024    | Panorama           | Canada      | DH    | Allison Mollin    | Cassidy Gray       | Haley Cutler            |
| 4 aprile 2024    | Panorama           | Canada      | DH    | cancellata        | cancellata         | cancellata              |
| 5 aprile 2024    | Panorama           | Canada      | SG    | cancellata        | cancellata         | cancellata              |
| 6 aprile 2024    | Panorama           | Canada      | SG    | cancellata        | cancellata         | cancellata              |
| 8 aprile 2024    | Panorama           | Canada      | SL    | Amelia Smart      | Mia Hunt           | Victoria Palla          |
| 9 aprile 2024    | Panorama           | Canada      | SL    | Madison Hoffman   | Victoria Palla     | Kaja Norbye             |
| 10 aprile 2024   | Panorama           | Canada      | GS    | Cassidy Gray      | Arianne Forget     | Adriana Jelínková       |
| 11 aprile 2024   | Panorama           | Canada      | GS    | Adriana Jelínková | Cassidy Gray       | Arianne Forget          |

Legenda:

DH = discesa libera

SG = supergigante

GS = slalom gigante

SL = slalom speciale

### Classifiche

#### Generale
| Pos. | Nome               | Nazione     | Punti |
| ---- | ------------------ | ----------- | ----- |
| 1    | Arianne Forget     | Canada      | 790   |
| 2    | Victoria Palla     | Regno Unito | 677   |
| 3    | Allison Mollin     | Stati Uniti | 644   |
| 4    | Liv Moritz         | Stati Uniti | 525   |
| 5    | Justine Lamontagne | Canada      | 595   |
| 6    | Sara Bennett       | Canada      | 477   |
| 7    | Tatum Grosdidier   | Stati Uniti | 473   |
| 8    | Elisabeth Bocock   | Stati Uniti | 472   |
| 9    | Mary Bocock        | Stati Uniti | 447   |
| 10   | Sara Rask          | Svezia      | 395   |

#### Discesa libera
| Pos. | Nome           | Nazione     | Punti |
| ---- | -------------- | ----------- | ----- |
| 1    | Allison Mollin | Stati Uniti | 280   |
| 2    | Haley Cutler   | Stati Uniti | 220   |
| 3    | Jenna Sheldon  | Stati Uniti | 156   |
| 4    | Cheyenne Brown | Stati Uniti | 139   |
| 5    | Estelle Martin | Canada      | 90    |

#### Supergigante
| Pos. | Nome                    | Nazione     | Punti |
| ---- | ----------------------- | ----------- | ----- |
| 1    | Allison Mollin          | Stati Uniti | 330   |
| 2    | Tatum Grosdidier        | Stati Uniti | 222   |
| 3    | Anne-Catherine Théberge | Canada      | 172   |
| 4    | Cheyenne Brown          | Stati Uniti | 162   |
| 5    | Mary Bocock             | Stati Uniti | 160   |

#### Slalom gigante
| Pos. | Nome               | Nazione   | Punti |
| ---- | ------------------ | --------- | ----- |
| 1    | Arianne Forget     | Canada    | 460   |
| 2    | Sara Rask          | Svezia    | 275   |
| 3    | Justine Lamontagne | Canada    | 256   |
| 4    | Sarah Bennett      | Canada    | 222   |
| 5    | Adriana Jelínková  | Rep. Ceca | 210   |

#### Slalom speciale
| Pos. | Nome           | Nazione     | Punti |
| ---- | -------------- | ----------- | ----- |
| 1    | Victoria Palla | Regno Unito | 532   |
| 2    | Arianne Forget | Canada      | 330   |
| 3    | Kendahl Roufa  | Stati Uniti | 259   |
| 4    | Sarah Bennett  | Canada      | 255   |
| 5    | Mia Hunt       | Stati Uniti | 253   |